# Agrale Marruá
El Agrale Marruá es un vehículo militar de origen brasileño desarrollado para uso militar, transporte personal y carga, donde la fiabilidad y la seguridad son la fuerza de sus principales atracciones.

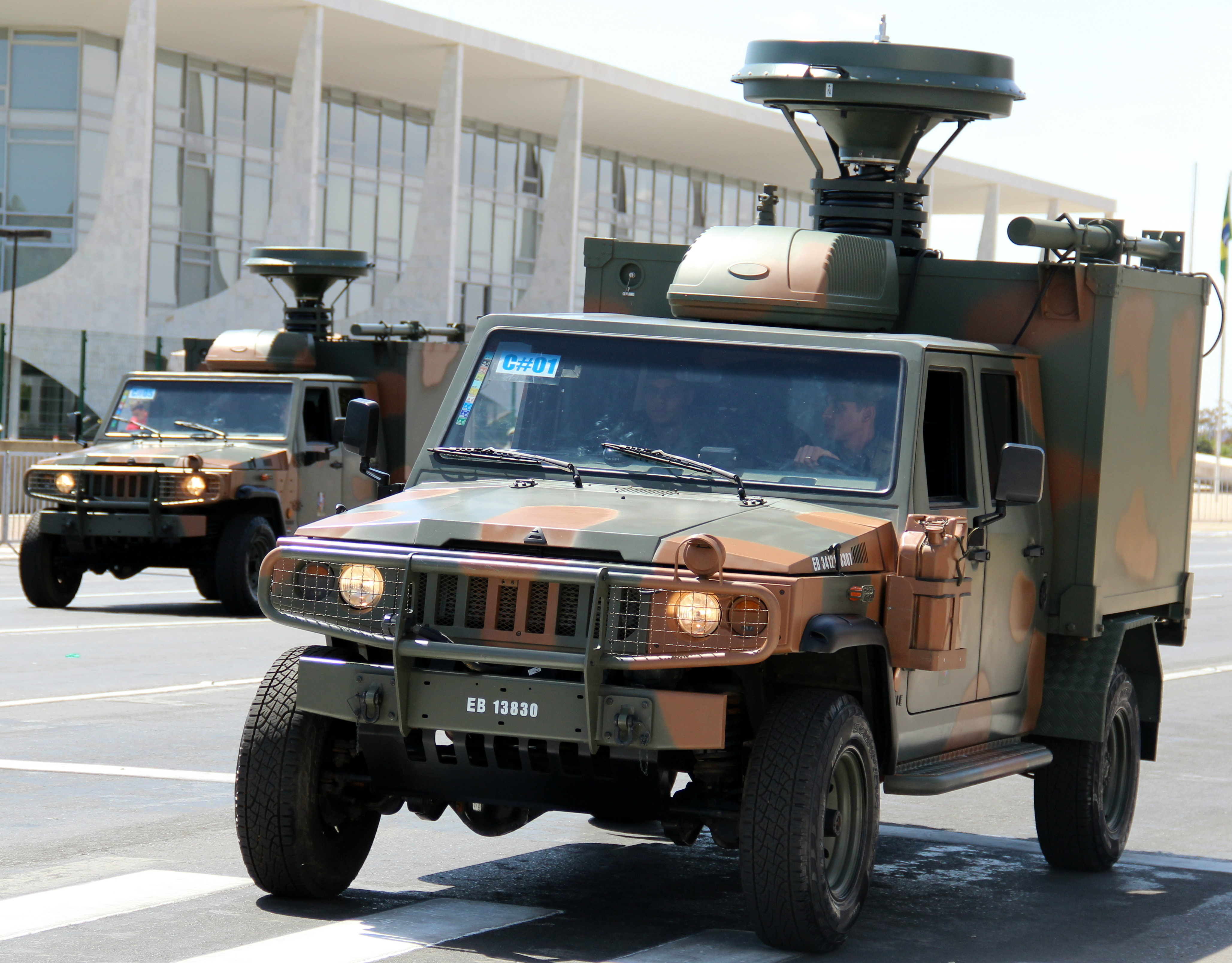
Agrale Marrua AM20 de guerra electrónica perteneciente al Ejército Brasileño.

## Desarrollo
Con la quiebra de la empresa Engesa (Ingenieros Especializados S.A.) en los años 90, propietaria de los derechos de la Jeep Engesa EE-4/EE-12, los exempleados decidieron desarrollar otra unidad para servir como el principal vehículo de transmisión 4x4 para las Fuerzas Armadas de Brasil. Tres prototipos fueron construidos y uno fue probado para su ingreso al Ejército de Brasil, con el objetivo de reemplazar a los anticuados Jeeps de sus fuerzas armadas. El proyecto pretende servir como un vehículo para transporte de personal o carga, a las Fuerzas Armadas de Brasil y otros países y sirvió como un incentivo para que en 2003 la empresa Agrale anunciara que invertiría once millones de dólares en el proyecto para desarrollar e iniciar la producción en serie del "Marrua" de febrero de 2004. Después de una exitosa campaña de pruebas realizadas por el Centro para las revisiones del Ejército (CAEX), el "Marrua" (toro salvaje y lo salvaje pantano) fue aprobado en 2005 por Ejército de Brasil, Que finalmente ordenó un lote piloto de ocho unidades para la prueba final para su aceptación.
En 2008, la Marina de Brasil a través de la Infantería de Marina había aprobado el "Marrua", y adquirió el primer lote de vehículos, que sustituirán a parque automotor más antiguo de la Armada, la Fuerza del Marrua tiene características únicas que difieren de los utilizados por el Ejército, como la pintura resistente a la corrosión causada por el mar, neumáticos especiales para su uso en la arena, y la capacidad para 6 ocupantes.
El 29 de septiembre de 2011, el ministro de Defensa argentino, Arturo Puricelli, anunció que el Ejército Argentino recibió un lote sin especificar de unidades Marrua.
El 8 de julio de 2014, Agrale Argentina lanzaba al mercado argentino a la versión civil del modelo, en carrocería cabina doble (5 asientos) y cabina simple (2 asientos), llegando importada desde Brasil y con garantía de un año, sin límite de kilometraje. Con el foco en la RAM 2500, cómo su posible rival. Llegó en una única motorización 2.8 litros, caja manual de 5 velocidades y tracción integral permanente. 
El 30 de julio de 2019, llegaba al mercado argentino la segunda generación del Marruá, en las mismas carrocerías, pero sumando una versión Chasis Cabina, con la misma precedencia. Reemplazó el motor por un 2.8 Cummins, con la misma transmisión manual de 5 marchas y tracción integral desconectable, ahora, con caja reductora como opcional. El snorkel también es opcional y el aire acondicionado igual. Garantía de un año sin límite de kilometraje. Sigue a la venta en 2023.

## Usuarios
Argentina
- Ejército Argentino
- Armada Argentina
- Gendarmería Nacional Argentina
- Prefectura Naval Argentina

 Brasil
- Ejército Brasileño
- Armada de Brasil

 Ecuador
- Ejército del Ecuador

 Paraguay
- Ejército Paraguayo[2]

 Perú
- Ejército del Perú En versión ambulancia.[3]

## Vehículos similares
- VLEGA Gaucho
- Humvee
- GAZ-2975 Tigr
- URO VAMTAC
- Tiuna